# Creu potençada

Creu potençada

Una creu potençada (☩, unicode U + 2629) és una creu del tipus creu grega, és a dir, amb tots els braços iguals que acaben amb una creu en forma de tau. Està formada per dos feixos rectangulars idèntics que s'entrecreuen en angle recte amb serifs iguals a tots dos extrems. Es tracta d'una creu heràldica, una de les figures heràldiques d'honor.

## Origen
La forma de creu potençada es troba en les decoracions de terrisseria tant en el Neolític europeu com en el xinès. En inscripcions en bronze xinès, el pictograma ancestral del caràcter xinès modern 巫 («xaman, bruixa») té la forma d'una creu potençada.

## Historial

Emblema del Regne de Jerusalem

La creu potençada va ser adoptada per Godoferu de Bouillon per al Regne de Jerusalem. La descripció de l'escut és la següent: en camp d'argent una creu potençada d'or envoltada de quatre creus potençades més petites. L'escut de Jerusalem presenta «or» sobre «argent (metall sobre metall), essent una de les poques excepcions a la norma heràldica dels esmalts.
El 1916 va ser triada pel jesuïta Jacques Sevin com a mostra de reconeixement per als seus escoltes belgues que no podien portar uniforme, ja que l'escoltisme estava prohibit per l'exèrcit alemany que ocupava el país. Quan es va fundar la Federació Catòlica Nacional d'Escoltes de França el 1920, aquest símbol va ser escollit com a signe i més tard es va estendre ràpidament a altres organitzacions. Per aquesta raó, generalment es considera que la creu potençada és el símbol distintiu de les organitzacions catòliques d'escoltisme.

## Usos
A Itàlia la creu millorada està present en els escuts següents:

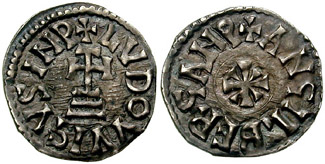
Moneda d'Adelchis
Calàbria
Província de Catanzaro
Ferran I de Nàpols
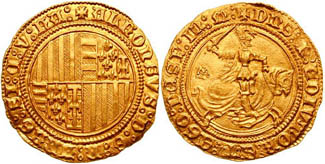
Alfonsí d'or
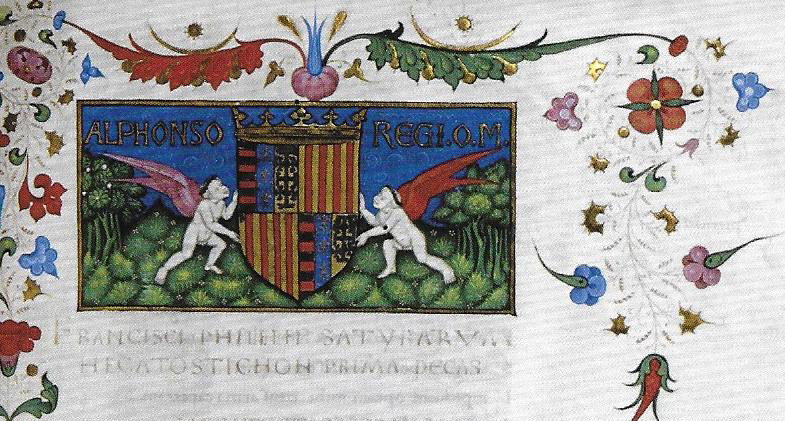
Escut d'armes d'Alfons V d'Aragó acompanyat de la inscripció Alphonso regi optimo maximo. Satyrarum hecatostichon de Francesco Filelfo]

La creu potençada (kruckenkreuz, en alemany) va ser popularitzada originàriament pels croats en les seves campanyes cristianitzadores, però també i molt posteriorment pels austrofeixistes del Vaterländische Front («Front Patriòtic»), que la vant adoptar coma símbol de l'Àustria feixista entre el 1934 i el 1938, just abans de l'annexió del país per part de l'Alemanya nazi.